# 港大尋
港 大尋（みなと おおひろ、1969年12月9日 - ）は日本の作曲家・音楽プロデューサー・ピアニスト・シンガーソングライター。東京都出身。兄は写真家の港千尋。

## 経歴
- 1992年　国立音楽大学音楽学部楽理学科卒業
- 2001年　東京芸術大学非常勤講師（-2013）
- 2003年　京都造形芸術大学非常勤講師（-2009）
- 2014年　有明教育芸術短期大学非常勤講師（-2015）

## 受賞歴
- 第6回奏楽堂日本歌曲コンクール作曲部門第3位入賞

## 作品

### ピアノ曲
- ディアスポラ（2002）
- 暗喩が眼差すとき（2 pianos、2002）
- 誰のものでもない息（2003）
- コーリングユアネーム（2006）

### 声楽曲
- ポール・クレーの絵による絵本のために（1995）
- 万年サロメ（2000）
- 牧水の鳥のうた（2000）
- とおみのうた（2001）
- 金時鐘の詩による３つのうた（2002）
- 声の重力を測るとすれば（2006）

### 合唱曲
- これはうたではない（2003）
- 金時鐘の詩による合唱2篇（2005）
- 沈黙もまた、重力に抗って（2011）
- 瞼を閉じれば、無重力の声色だけが（2012）

### 室内楽曲
- われわれは、それでも、うたい、おどり、夢をみる（vln,ob,cl,fg、1998）
- すべてたまたま（mba,pf、1999）
- 忘却の忘却（声、三味線、箏、打楽器、1999）
- 空と青みのまちがいさがし」（vln,mba、2000）
- 届くことのない12通の手紙（mba、2000）
- 遠みから遠ざかってみても（sax,pf、2001）
- かげふみとじらいふみ（vln,mba、2001)
- 空に字幕をつけてみれば（perc.duo、2001）
- おてだまとながれだま（三味線、mba、2002）
- amnesia, anecdote, asylum（violin solo、2005）
- 鏡に映った12の息（oboe solo、2005）
- あたかも（pf,perc.、2005）
- 森のグルーヴ（trb,mba、2010)

### その他
- さいあくじょうどへほい（朗読とピアノ、1996）

## CD
- ちゃのは（MINT MUSIC 1997）
- ありったけのダイナシ（ソシエテ・コントル・レタ名義 AtoNo records 2001）
- 風は海の深い溜息から洩れる（ソシエテ・コントル・レタ名義 MINT MUSIC 2003）
- がやがやのうた（水牛 2007）
- 声とギター（水牛 2008）
- ひらひらの生（ソシエテ・コントル・レタ名義　siam oikos  2014）
- 0点の世界（ソシエテ・コントル・レタ名義　siam oikos 2014）
- 24のプレリュード（encosta 2016）

## 楽曲提供・演奏　参加アルバム
- 茂木大輔
  - プレイズモーツァルト（フォンテック 1998）
  - イタリアン・リサイタル（フォンテック 1999）
- 通崎睦美
  - M×ピアソラ（ワーナーミュージック 1999）
  - 届くことのない12通の手紙（水牛 2001）
- 竹田恵子
  - ギョウザの夢（赤電車 2001）
  - オペラひとりっ切り　小熊と賢治（ALM RECORDS 2006）
- 日本の作曲・21世紀のあゆみ16（東京コンサーツ 2002）
- 若山牧水　歌の調べ（木蓮社 2004）
- ビリーブII　歌いつがれる卒業式の歌（ビクターエンタテイメント 2004）
- パッチギ　Love&Peace サウンドトラック（コロムビアミュージックエンタテイメント 2007）
- ザ・フォーク・クルセダーズ　若い加藤和彦のように（EMIミュージック・ジャパン 2013）
- 田中宏史　Walking on air （NEW VINTAGE RECORDS 2014）

## 舞台作品
- オシリス（1999)
- おかしかなし月下乃道化（2004）
- ヨーグルトを探して（2009）
- トゥリーモニシャ（2011）
- 夏の夜の夢（2012）

## 展覧会
- はじまりの造形　まねること　くりかえすこと　リズムの起源（2014）

## 映画音楽
- 未来をなぞる（2015）

## 著書
- 最新MIDI DATA制作術　基礎編（共著　東亜音楽社 1994）
- 記憶表現論（共著　昭和堂 2009）

| スタブアイコン | サブスタブ | この項目は、まだ閲覧者の調べものの参照としては役立たない、音楽関係者（バンド等）に関連した書きかけの項目です。この項目を加筆・訂正などしてくださる協力者を求めています（P:音楽/PJ:芸能人）。 |